# Kamionka (jezioro w województwie warmińsko-mazurskim)
Kamionka (dawna nazwa: Solben) – jezioro w Polsce, w województwie warmińsko-mazurskim, w powiecie olsztyńskim, w gminie Biskupiec.

## Położenie
Jezioro leży na Pojezierzu Mazurskim, w mezoregionie Pojezierza Mrągowskiego, na zachód od jeziora Pierwój. Nad brzegiem akwenu położona jest wieś Kamionka.

## Morfometria
Według danych uzyskanych poprzez planimetrię jeziora na mapach w skali 1:50 000 według Państwowego Układu Współrzędnych 1965, zgodnie z poziomem odniesienia Kronsztadt powierzchnia zbiornika wodnego to 6,1 ha.
Według map dostępnych na Geoportalu Głównego Urzędu Geodezji i Kartografii jezioro położone jest na wysokości 144,5 m n.p.m.